# خوانا کاستیارو
خوانا کاستیارو (اسپانیایی: Juana Castellaro‎؛ زادهٔ ۲۹ مارس ۲۰۰۵) بازیکن هاکی روی چمن زن اهل آرژانتین است.